# Crowd Control
Crowd Control è un reality show documentaristico statunitense andato in onda su National Geographic Channel per la prima volta il 24 novembre 2014. La serie, presentata da Daniel Pink, si compone di alcuni esperimenti pratici con il fine di cambiare il comportamento sociale dei partecipanti.

## Episodi
| n. | Titolo originale   | Prima TV USA     |
| -- | ------------------ | ---------------- |
| 1  | Lawbreakers        | 24 novembre 2014 |
| 2  | Lazy Nation        | 24 novembre 2014 |
| 3  | Travel Tricks      | 1º dicembre 2014 |
| 4  | Anger Management   | 1º dicembre 2014 |
| 5  | Dirty Deeds        | 8 dicembre 2014  |
| 6  | Money              | 8 dicembre 2014  |
| 7  | Selfishness        | 8 dicembre 2014  |
| 8  | Feet First         | 8 dicembre 2014  |
| 9  | Time Flies         | 15 dicembre 2014 |
| 10 | Food For Thought   | 15 dicembre 2014 |
| 11 | Do The Right Thing | 15 dicembre 2014 |
| 12 | Top Takeaways      | 15 dicembre 2014 |